# Лясовиці-Великі (гміна)
Гміна Лясовіце-Вельке (пол. Gmina Lasowice Wielkie) — сільська гміна у південно-західній Польщі. Належить до Ключборського повіту Опольського воєводства.
Станом на 31 грудня 2011 у гміні проживало 7047 осіб.

## Площа
Згідно з даними за 2007 рік площа гміни становила 210.84 км², у тому числі:
- орні землі: 37.00%
- ліси: 60.00%

Таким чином, площа гміни становить 24.76% площі повіту.

## Населення
Станом на 31 грудня 2011:
| Опис     | Загалом | Загалом | Чоловіки | Чоловіки | Жінки | Жінки |
| -------- | ------- | ------- | -------- | -------- | ----- | ----- |
| одиниця  | осіб    | %       | осіб     | %        | осіб  | %     |
| все      | 7047    | 100     | 3422     | 48.56    | 3625  | 51.44 |
| міське   | 0       | 100     | 0        |          | 0     |       |
| сільське | 7047    | 100     | 3422     | 48.56    | 3625  | 51.44 |

## Сусідні гміни
Гміна Лясовіце-Вельке межує з такими гмінами: Зембовіце, Ключборк, Лубняни, Мурув, Олесно, Турава.